# Leonid Barbier
Leonid Barbier   (Kíiv, 9 d'abril de 1937 - 15 de gener de 2023) va ser un nedador ucraïnès, especialista en esquena, que va competir sota bandera soviètica durant les dècades de 1950 i 1960.
El 1960 va prendre part en els Jocs Olímpics d'Estiu de Roma, on va disputar dues proves del programa de natació. En ambdues, els 100 metres esquena i els 4x100 metres estils fou cinquè.
En el seu palmarès destaquen dues medalles d'or i una de plata al Campionat d'Europa de natació de 1958 i 1962 i sis campionats nacionals soviètics: tres dels 100 metres esquena (1957, 1959 i 1962), dos dels 200 metres esquena (1961 i 1962) i un dels 4x100 metres estils (1961). Durant la seva carrera esportiva aconseguí quinze rècords nacionals i sis d'Europeus en els 100 i 200 metres esquena i al relleu de 4x100 metres estils.